# Oberá
Oberá (en guaraní: Overa) es una ciudad argentina de la provincia de Misiones, cabecera del departamento Oberá. Representa el polo educativo y cultural de la "Zona Centro", ya que cuenta con una amplia variedad de facultades y carreras terciarias. Desde la perspectiva económica, demuestra una gran pujanza agrícola-industrial, siendo la yerba mate, el té y la madera las principales actividades. Es la segunda ciudad más poblada de la provincia, contando con aproximadamente 80 mil habitantes en 2022.
Oberá es elegida por los turistas como centro de pernoctes para recorrer los diferentes puntos turísticos de la provincia. 
Es capital de la Región de las Sierras Centrales, al estar rodeada por un marco de exuberante vegetación, arroyos, cascadas y serranías que le dan un pintoresco paisaje. Es una ciudad moderna, que cuenta con una variedad de servicios hoteleros y gastronómicos. Además posee el parque de agua termal Termas de la Selva, único en la región -agua del acuífero Guaraní- y otros atractivos como el Salto Berrondo, jardín de los Pájaros, Reserva Chachí y el jardín botánico. Es también llamada Capital del Monte.
Habitan en ella más de 15 colectividades que mantienen la cultura y tradición de sus antecesores. Fundada por inmigrantes, Oberá es la ciudad donde se realiza la mayor fiesta a la identidad cultural de esa región, la Fiesta Nacional del Inmigrante, comenzada en 1980.
Es denominada también la Ciudad de las Iglesias, ya que alberga en su seno más de 30 templos para 60.000 habitantes. El 13 de junio de 2009, el Papa Benedicto XVI la designa como sede de la recientemente creada diócesis de Oberá, cuyo territorio ha sido desmembrado del de la diócesis de Posadas y la diócesis de Iguazú.
Está localizada sobre la Ruta Nacional 14 y la ruta provincial 103, además de ser el punto de partida para la ruta provincial 5. La ciudad se encuentra ubicada a 95 km del aeropuerto de la ciudad de Posadas, a 273 km de Puerto Iguazú y a 1040 km al norte de Buenos Aires (el acceso es directo con varias frecuencias diarias de ómnibus), a 61.8 km de Porto Mauá, Brasil, y a 101 km de Encarnación, Paraguay. Dentro del municipio se encuentra el núcleo urbano de El Salto.

## Toponimia
Oberá tiene su origen etimológico en la voz guaraní derivada de la palabra "Vera", que significa "que brilla". La escritura con la letra "B" fue una deformación idiomática producida por el uso, ya que en el idioma guaraní la letra "B" sola no existe, sino que forma una letra unida con la M (Mb, como por ejemplo en mburucuyá).
El origen del nombre se debe al cacique guaraní Oberá, originario de Paraguay y que vivió en el siglo XVI. Este cacique, dotado de gran genio e inteligencia, combinó los dogmas católicos que aprendió del sacerdote jesuita Martín González con sus ritos religiosos indígenas. Sobre esas bases dejó sentada una teoría sobre la reencarnación y las transmigración de las almas. Seguido a eso se convierte en milagrero y comienza a obrar tales prodigios que los nativos comienzan a llamarlo "Resplandeciente del Sol", en su idioma nativo.
El 7 de diciembre de 1927, por medio de un decreto firmado por el presidente del país Marcelo T. de Alvear, la antigua colonia "Yerbal Viejo" pasa a llamarse Oberá. Debido a un conflictivo clima que existía entre los inmigrantes suecos que trabajaban sus tierras y los criollos nacionalistas que habían llegado al lugar y que querían imponer como nuevo nombre "Nueva Argentina", la Comisión Vecinal decide aceptar el día 5 de febrero de 1928, el nombre impuesto por el decreto del gobierno nacional, creándose así el pueblo de Oberá, cabecera de la Colonia Yerbal Viejo.
La Comisión Vecinal estaba integrada por Adolfo Lindström, Domingo Berrondo, Arístides C. Ruíz, Carlos J. Petterson y Leo Lutz. Pese a que la Comisión tenía mayoría de ciudadanos de origen sueco que en un primer momento pretendían ponerle el nombre de "Svea" al lugar, terminaron aceptando el nombre impuesto por las autoridades nacionales por temor a represalias por parte de los criollos nacionalistas.

## Geografía

### Ubicación

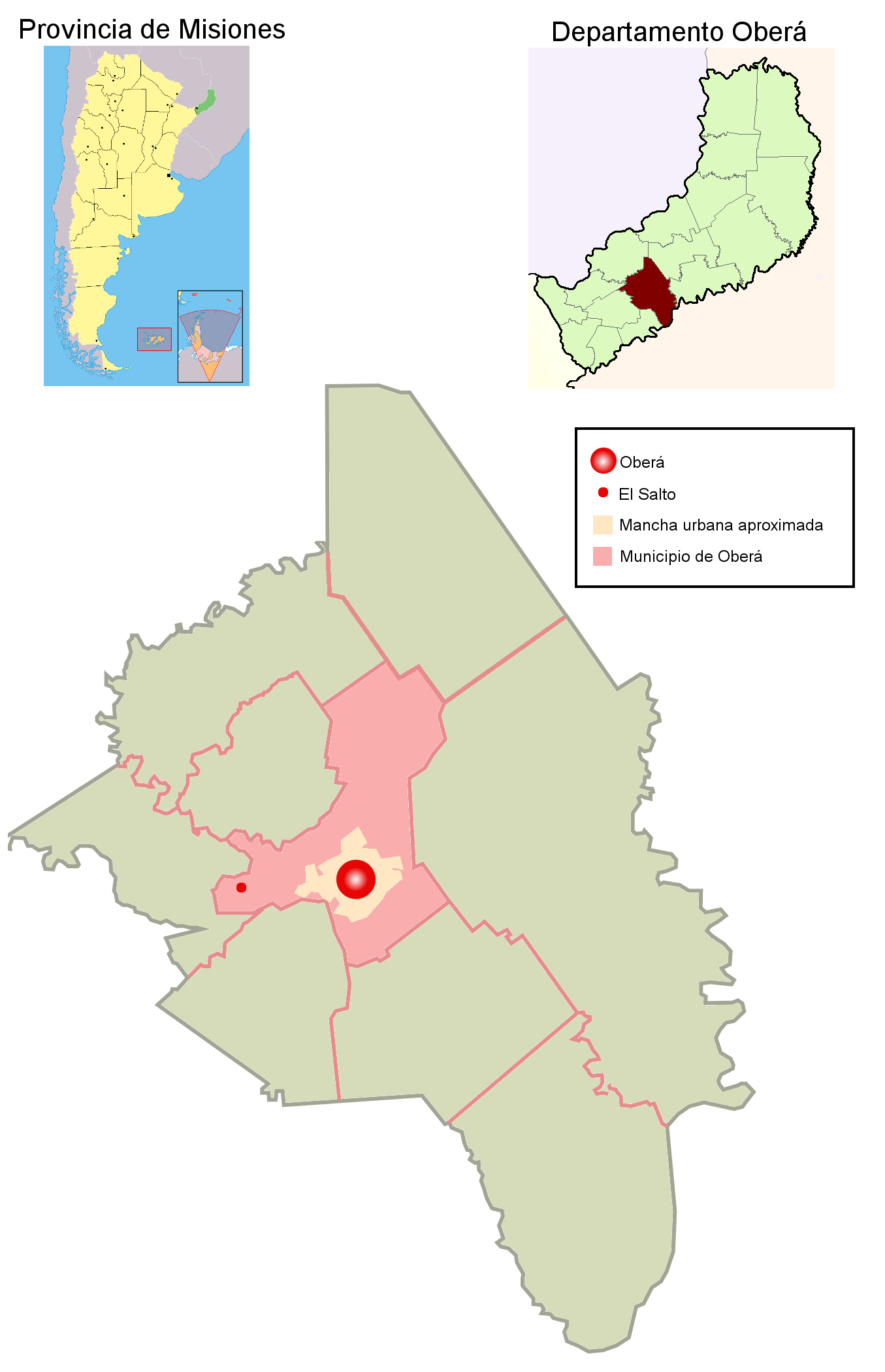
Área del municipio de Oberá y su mancha urbana.

La ciudad de Oberá se encuentra ubicada al noreste de Argentina, a 27°29′ de latitud sur y 55°8′ de longitud oeste, en el centro-sur de la provincia de Misiones. Lo separan sólo 99 km de la ciudad de Posadas, 273 km de Puerto Iguazú y 1040 km de la ciudad de Buenos Aires.
La ciudad se ubica a una distancia de 52 kilómetros del río Paraná, frontera natural con Paraguay; y a 37 kilómetros del río Uruguay, conectada a Brasil por medio de un servicio de balsas en el paso fronterizo de Panambí.

### Límites
Oberá limita al norte con los municipios de Campo Viera y Colonia Alberdi, al oeste con los municipios de General Alvear y San Martín, al sur con los municipios de Guaraní y Los Helechos y al este con el municipio de Campo Ramón.
| Noroeste: General Alvear | Norte: Colonia Alberdi y Campo Viera | Noreste: Campo Viera y Campo Ramón |
| Oeste: San Martín        |                                      | Este: Campo Ramón                  |
| Suroeste: San Martín     | Sur: Guaraní y Los Helechos          | Sureste: Los Helechos              |

La ciudad es cabecera del departamento homónimo, en el cual se encuentran incluidos también los municipios de Campo Ramón, Campo Viera, Guaraní, Los Helechos, San Martín, Colonia Alberdi, General Alvear y Panambí.

### Hidrografía
Si bien el municipio no cuenta con grandes ríos, ya que se encuentra en una situación de Divortium Aquarum, si existen en la zona una gran cantidad de arroyos que se dirigen a los ríos Paraná y Uruguay.
Algunos de los arroyos que atraviesan el municipio son el Bicudo, Grande, Mbotaby, Tuichá y Mártires que a su vez desembocan en el arroyo Yabebiry. Los arroyos Quile, Pitingal y Salto desembocan en el río Paraná y los arroyos Guayabera y Ramón desembocan en el río Uruguay.

### Relieve
La mayor parte de la provincia de Misiones está formado por elevaciones y sierras cuya altitud no superan los 800 metros sobre el nivel del mar. Oberá se encuentra asentada al borde de las Sierras del Imán que cruzan la provincia en dirección Sudoeste-Noreste. Las mismas son parte de un sistema orográfico originado en la era primaria y a consecuencia de ello tienen poca elevación. Estas serranías sirven de divisoria de aguas para los arroyos afluentes tanto del río Paraná como del Uruguay.
La ciudad se encuentra a una altura media de 298 metros sobre el nivel del mar.

### Sismicidad
Las sierras cercanas a Oberá tuvieron en sus orígenes características volcánicas, aunque se encuentran totalmente inactivas desde hace miles de años. Debido a ello y a la gran distancia de los círculos de fuego sismográficos, no se registran movimientos de este tipo en la zona y es difícil percibir movimientos que ocurren en otras partes de Argentina y en países vecinos.

### Clima
El clima de Oberá es un clima subtropical húmedo. La ciudad no es proclive a temperaturas extremas. La temperatura máxima media llega a los 32.3 °C en enero y desciende a 21.1 °C durante el mes de julio. Las medias mensuales oscilan entre los 26 y 16 grados. La máxima histórica registrada por la estación meteorológica, que funciona desde 1947, fue de 50,8 °C y la mínima de 3,6 °C, ocurrida el 30 de junio de 1996.
| Parámetros climáticos promedio de Oberá  | Parámetros climáticos promedio de Oberá | Parámetros climáticos promedio de Oberá | Parámetros climáticos promedio de Oberá | Parámetros climáticos promedio de Oberá | Parámetros climáticos promedio de Oberá | Parámetros climáticos promedio de Oberá | Parámetros climáticos promedio de Oberá | Parámetros climáticos promedio de Oberá | Parámetros climáticos promedio de Oberá | Parámetros climáticos promedio de Oberá | Parámetros climáticos promedio de Oberá | Parámetros climáticos promedio de Oberá | Parámetros climáticos promedio de Oberá |
| Mes                                      | Ene.                                    | Feb.                                    | Mar.                                    | Abr.                                    | May.                                    | Jun.                                    | Jul.                                    | Ago.                                    | Sep.                                    | Oct.                                    | Nov.                                    | Dic.                                    | Anual                                   |
| ---------------------------------------- | --------------------------------------- | --------------------------------------- | --------------------------------------- | --------------------------------------- | --------------------------------------- | --------------------------------------- | --------------------------------------- | --------------------------------------- | --------------------------------------- | --------------------------------------- | --------------------------------------- | --------------------------------------- | --------------------------------------- |
| Temp. máx. media (°C)                    | 32.3                                    | 31                                      | 30                                      | 27                                      | 23                                      | 22                                      | 21                                      | 22.7                                    | 25                                      | 28                                      | 30                                      | 32                                      | 26.5                                    |
| Temp. media (°C)                         | 26.5                                    | 25.0                                    | 24.5                                    | 21.5                                    | 17.5                                    | 16.5                                    | 15.5                                    | 17.6                                    | 19.0                                    | 22.0                                    | 23.5                                    | 25.5                                    | 21.2                                    |
| Temp. mín. media (°C)                    | 20.8                                    | 19                                      | 19                                      | 16                                      | 12                                      | 11                                      | 10                                      | 12.6                                    | 13                                      | 16                                      | 17                                      | 19                                      | 16.0                                    |
| Precipitación total (mm)                 | 181.8                                   | 215.6                                   | 148.4                                   | 188.1                                   | 124.5                                   | 141.7                                   | 109.7                                   | 175.8                                   | 166.9                                   | 279.9                                   | 170.6                                   | 198.6                                   | 2101.6                                  |
| Fuente: SMN Argentina promedio 1990-2010 |                                         |                                         |                                         |                                         |                                         |                                         |                                         |                                         |                                         |                                         |                                         |                                         |                                         |

La precipitaciones nunca bajan de la marca anual de 2300 mm. y son irregulares, por lo que no existen meses donde regularmente llueva más que en otros. Las precipitaciones suelen ser intensas y torrenciales.  La marca de mayor intensidad registrada fue de 160 mm. caídos en una hora en el año 1983.
La humedad media anual oscila en torno al 60%.

#### Vientos
Los vientos soplan la mayor parte del año, en todas las direcciones, siendo los más peligrosos los provenientes del Noroeste y Sudoeste. Septiembre es el mes más ventoso.

#### Heladas
Las heladas son normales y no exageradas. Las más "tempraneras" se producen los primeros días de mayo y las más retrasadas se dan hasta principios del mes de noviembre.

#### Nevadas
Las nevadas en la ciudad no son frecuentes. Cuando ocurren son por lo general tenues, casi imperceptibles. La última nevada importante tuvo lugar el 20 de agosto de 1975, que además de la ciudad, cubrió también de blanco toda la zona y parte de Paraguay y sur de Brasil.

## Historia

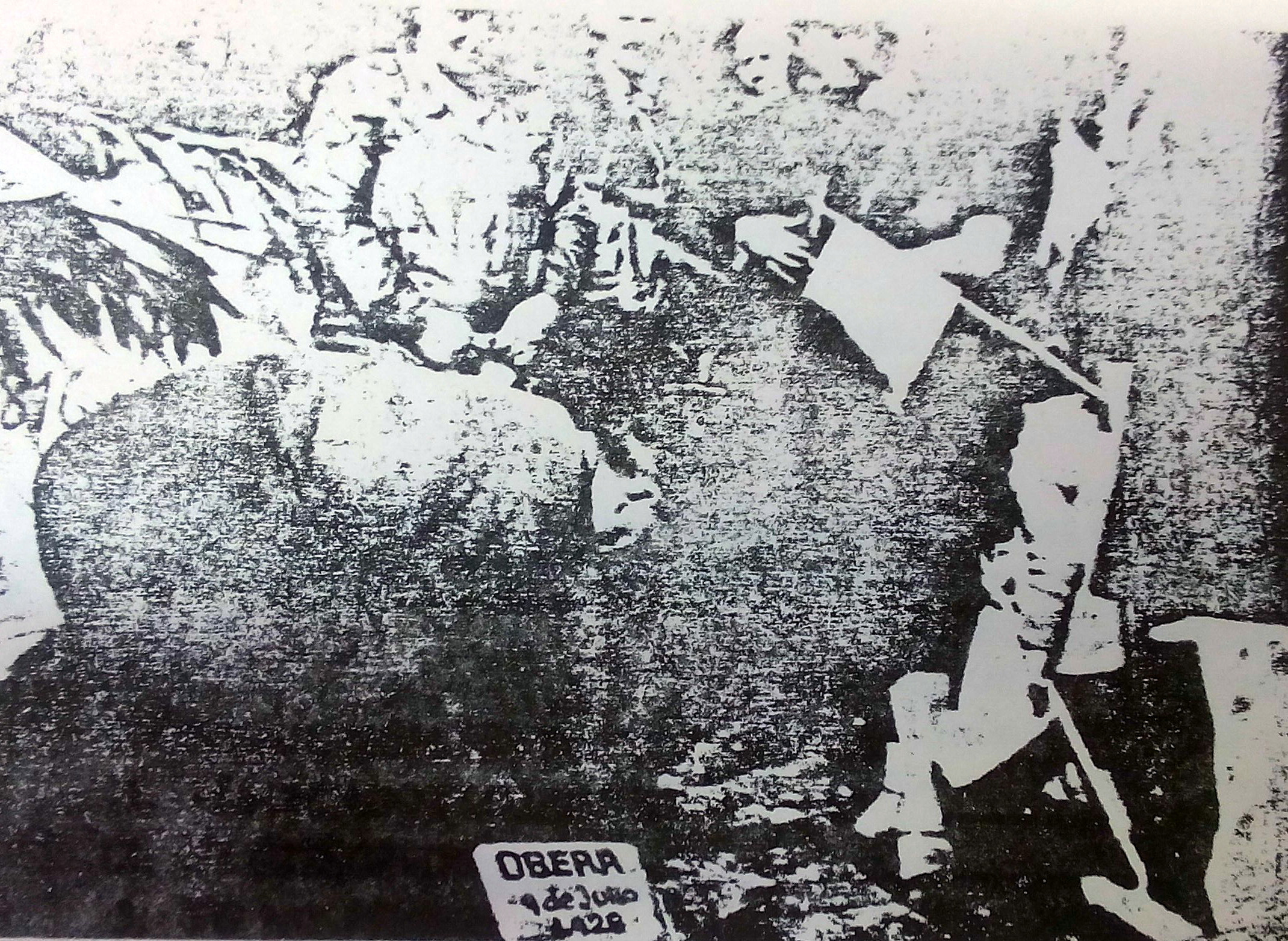
Daguerrotipo del momento en que es enterrada la placa "Oberá, 9 de julio de 1928" en la actual plaza San Martín

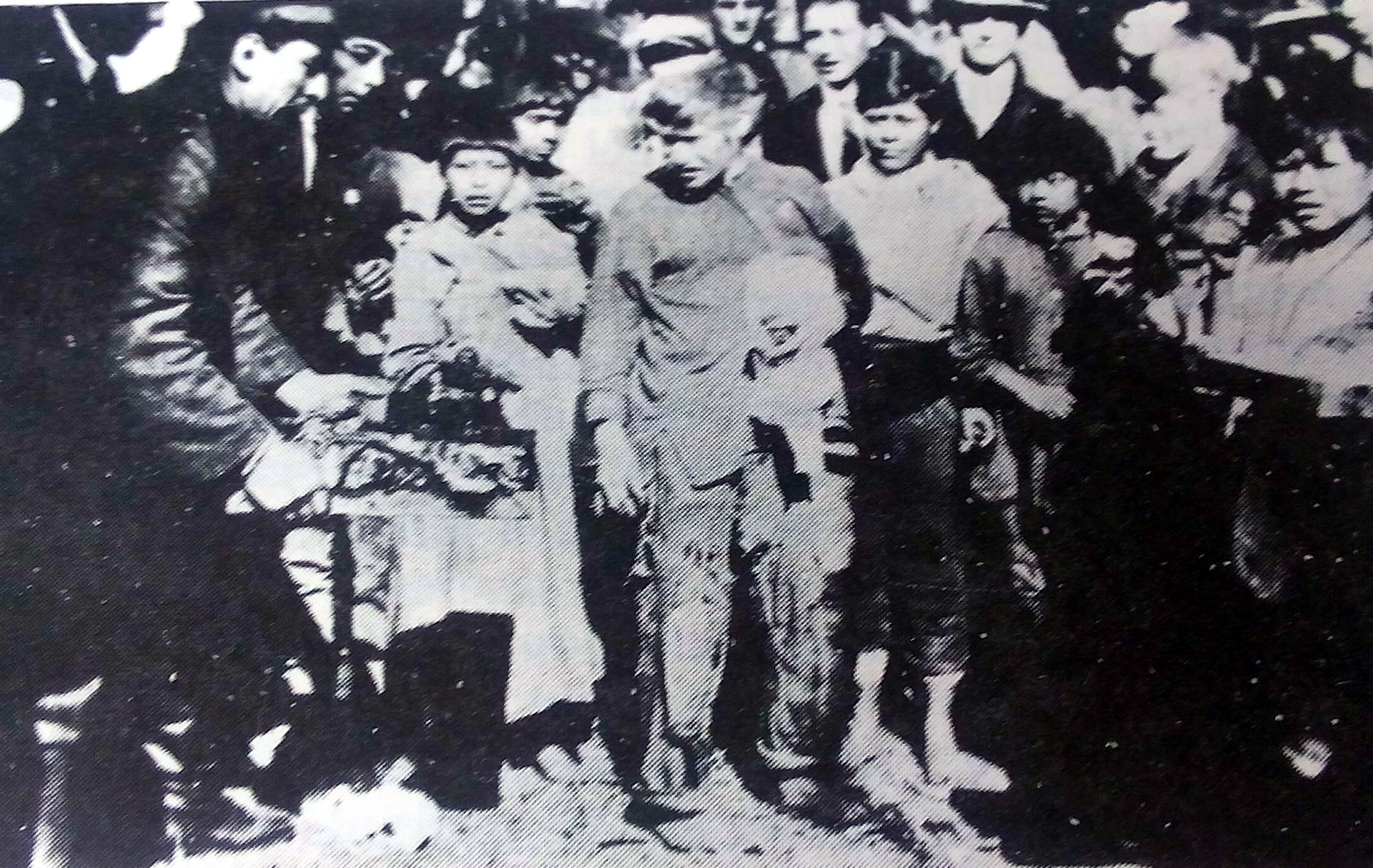
El comisario Solari ofrece asado al Cacique Luciano en el día de la fundación de Oberá en 1928.

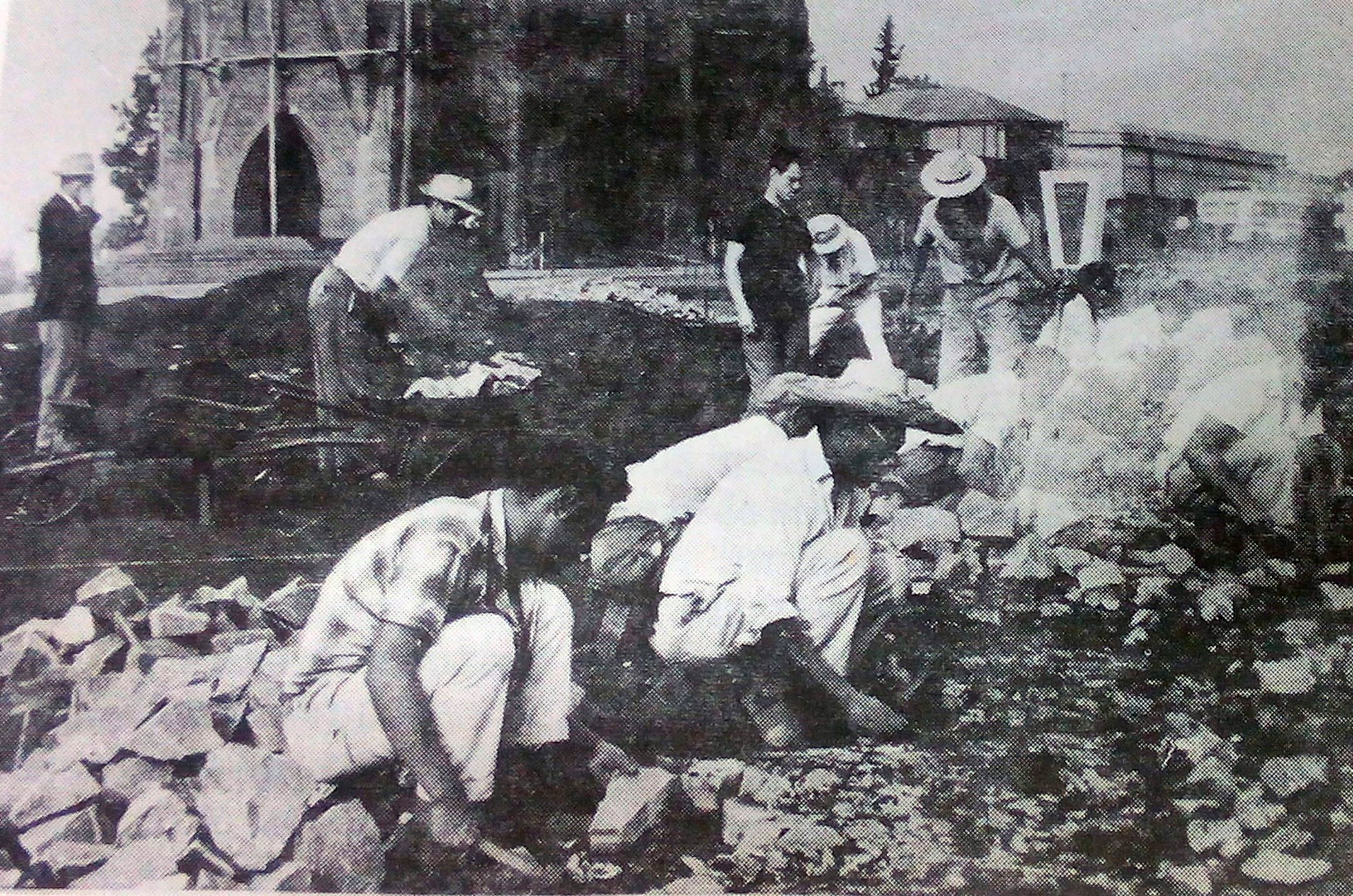
Empedrado llegando al centro de la ciudad.

Los primeros habitantes de la región fueron indígenas nómadas, que ejercían el trueque comercial entre ellos. En 1881, se dictó la federalización de Misiones, con lo que estos territorios dejaron de pertenecer a Corrientes.
A comienzos del siglo XX el Territorio Nacional de Misiones estaba subdividido en dos partes: por un lado Posadas, la capital y sus alrededores y por otro lado la selva virgen, inaccesible, sin caminos ni puentes y sin las más mínimas condiciones que requiere la vida humana. Bonpland constituía en ese entonces un lugar estratégico en la zona centro-sur de la provincia y de allí existía solamente una picada, que pretendía ser una ruta de comunicación con San Pedro, pasando por la zona conocida como Yerbal Viejo.
En 1908 Francisco Fouilland realiza la mensura de los territorios desde Colonia Picada Bonpland hasta Yerbal Viejo, por lo que las tierras quedaron divididas en tres sectores. Oberá se ubicó en la sección tercera de esta división. Fomentados por el intento de las autoridades nacionales por atraer la inmigración extranjera, un grupo de personas de origen francés, alemán y noruego llegaron a estas tierras con la intención de colonizarlas. Los primeros pobladores en llegar fueron Pedro y Juan Constantín, Luciano Blanchard y Mauricio Bruel, de nacionalidad francesa; Thorleif Bogh y Gúnnar Qviding, noruegos; Carlos Eckström y Herman Kallsten, suecos; y Samuel Hahstrasser junto a Herman Rudel, venidos desde Alemania. Sin embargo las malas condiciones hicieron a estos pioneros abandonar sus planes de colonizar.
En 1913 otro grupo de inmigrantes mayormente suecos llegaron con la idea de constituir una colonia. Mientras sus familias permanecían en Bonpland, estos pioneros preparaban sus viviendas y las tierras que darían nacimiento a las primeras chacras. El 23 de diciembre de 1914 Hermann Kallsten se instalaba con su familia en la zona conocida como Yerbal Viejo, poniendo la piedra fundamental simbólica de los grupos familiares de la nueva colonia. El 15 de mayo de 1915 llega la familia de Adolfo Lindstrom, seguida de la de Carlos J. Petterson y demás familias que van llegando, dando nacimiento a lo que sería un pueblo en medio de la selva.
En los años posteriores siguieron llegando personas de diferentes países del mundo, que permite asegurar que el suelo obereño ha sido habitado por seres de más de 40 naciones distintas.
El 25 de julio de 1927 se forma la primera Comisión Vecinal, que luego se convertiría en la municipalidad de Oberá. A finales de ese año, el gobierno concreta la idea de fundar oficialmente al pueblo de la mano del entonces gobernador del Territorio Dr. Barreyro. Se sabe que los fundadores de Oberá eran mayoritariamente suecos y por eso quisieron ponerle de nombre "Nueva Svea", bautismo que -por extranjero- fue impedido por el gobierno central que impuso el nombre de Oberá. En febrero de 1928 se resuelve cambiar el nombre de colonia Yerbal Viejo al de Oberá y el 5 de mayo de ese año toman posesión de sus cargos los integrantes de la nueva Comisión de Fomento. El 9 de julio de 1928, cuando la Argentina festejaba sus 112 años de independencia, autoridades del pueblo, los escolares y un grupo de aborígenes que respondían al cacique Luciano se reunieron en la plaza San Martín, dando así lugar a la fundación oficial de la ciudad. Además se descubrió una placa que decía "Oberá 1928".
El 15 de marzo de 1936 aconteció la Masacre de Oberá en la cual cientos de colonos ucranianos, rusos y polacos son atacados por la policía y comerciantes del pueblo en una manifestación que reclamaba un precio justo para los productos agrícolas. Hubo asesinatos, heridas, detenciones y violaciones. En los días siguientes, varios colonos fueron visitados y atacados. Al cumplirse 75 años del lamentable suceso se estrenó un interesante documental conmemorativo de la aberrante infamia cometida en contra de los indefensos colonos

## Economía
Si bien en Oberá no existen grandes empresas nacionales o multinacionales, más de veinte cooperativas apuntalan el desarrollo económico en la zona central de Misiones. Las más destacadas compañías privadas del distrito se vinculan con la transformación de materias primas, especialmente de yerba mate, el más importante cultivo de la región. Además el municipio concentra la mayor producción nacional de té promediando las 60.000 Tn anuales, de las cuales el 80% se comercializa en el mercado externo, siendo los Estados Unidos el principal comprador llevándose cerca del 50% de la producción exportada.
Respecto a la silvicultura en la jurisdicción, ella se caracteriza por la explotación de especies nativas e implantadas, siendo estas últimas las que aportan el volumen más importante para la producción, particularmente en especies como pino, eucalipto y paraíso, los cuales se destinan al uso como insumo en los cincuenta y cuatro aserraderos radicados dentro de los límites de esta circunscripción.
Existe además un significativo número de empresas orientadas al transporte de cargas, explotación agropecuaria, comercio y, fundamentalmente, servicios, entre los que se destacan tres bancos: Nación, Macro y Francés.
Durante los últimos años ha surgido también una incipiente industria de metal mecánica dedicada a la construcción de equipamientos para secaderos.
En cuanto al sector servicios, el turismo es la actividad económica que marca el pulso de la ciudad, siendo la Fiesta Nacional del Inmigrante el evento que más se destaca, aunque existe una gran variedad de otras actividades organizadas y lugares turísticos ampliamente promocionados por toda la comunidad. Esto impulsa el crecimiento de muchas actividades conexas, como ser un amplio sector hotelero y de hospedaje que alcanza las 576 camas disponibles, además de alojamientos complementarios en albergues, cámpings, establecimientos rurales y casas de familia.

## Seguridad

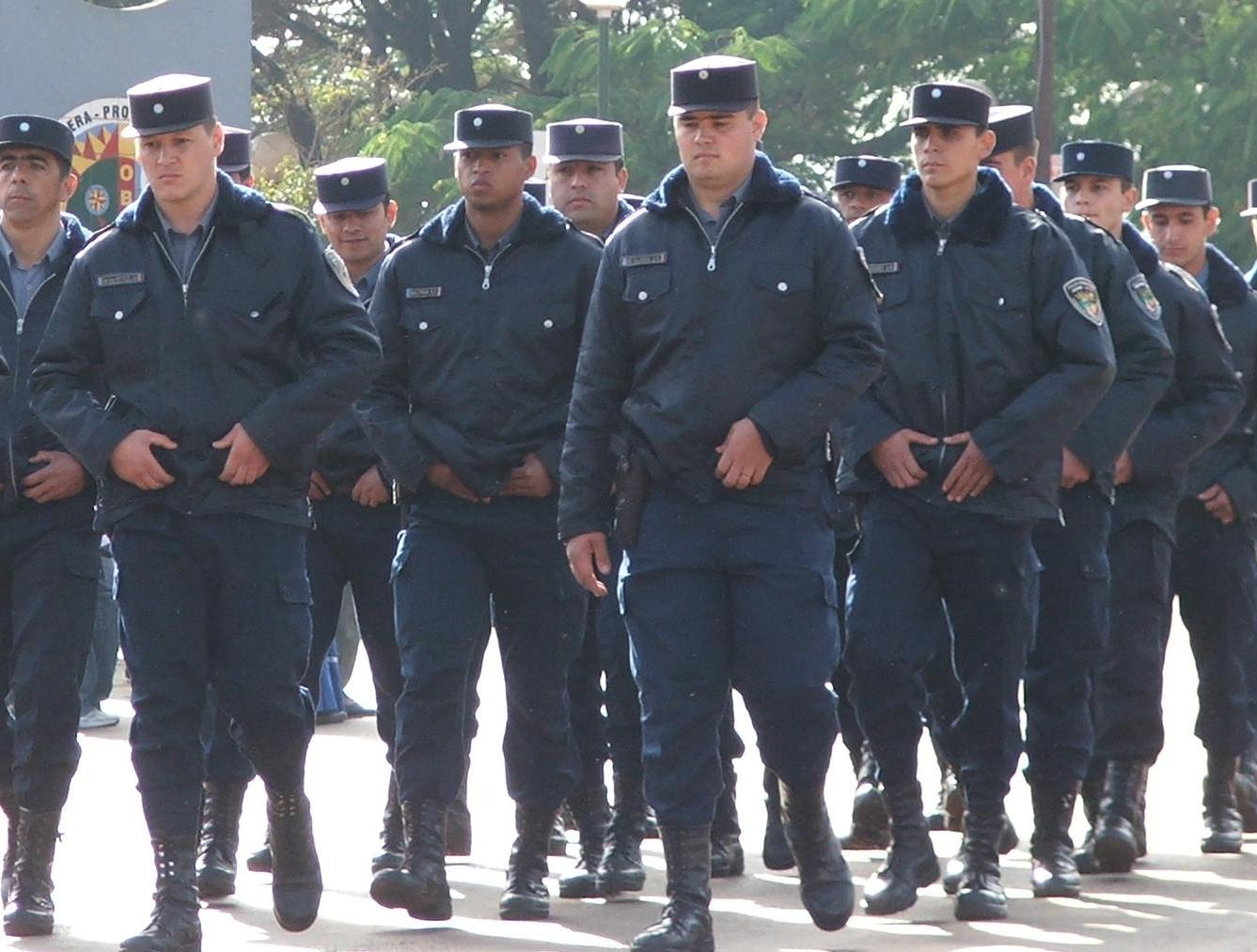
Agentes de la Policía provincial en Oberá.

En Oberá se encuentra la Unidad Regional II de la Policía provincial que tiene jurisdicción en una amplia zona del centro de la provincia de Misiones. Actualmente cuenta con cinco comisarías, distribuidas dentro de la localidad. La Policía de Misiones cumple un rol fundamental en lo que respecta a la organización, seguridad y control vial durante la Fiesta Nacional del Inmigrante. En la actualidad la ciudad cuenta con 190 funcionarios y empleados policiales. También cuenta con una dependencia llamada Policía Infantil que adiestra, educa y capacita a niños y jóvenes de la región. Desde el año 1945, se encuentra en Oberá el Escuadrón 9 de Gendarmería Nacional, que tiene una fuerte presencia en la lucha contra el narcotráfico, ya que la provincia de Misiones se encuentra entre dos países limítrofes.
En 2009 fue inaugurado un destacamento policial en el barrio de 100 ha. El mismo depende de la seccional primera y cuenta con 15 policías. Tiene jurisdicción sobre los barrios de San Miguel, 100 Hectáreas, Villa Londin, Lindstron, Stemberg, 180 viviendas y zona rural de la picada San José y Guayabera las 30.

## Salud
La ciudad cuenta con un centro asistencial público llamado SAMIC, un hospital regional base que además de cumplir con sus funciones locales específicas, actúa de Jefatura en la segunda zona de Salud Pública de la provincia de Misiones. Cuenta con una sala de Terapia Intensiva, considerada una de las más completas del Nordeste Argentino y un recientemente inaugurado servicio de Neonatología. El hospital cuenta con casi 100 médicos y una cantidad de 475 empleados entre enfermeros y personal no médico. La ciudad dispone además de aproximadamente 15 centros de salud distribuidos por los diferentes barrios.

## Educación
La Escuela N 147 Sister Sigrid es la segunda escuela fundada en la provincia de Misiones.

### Universidades e Institutos Terciarios

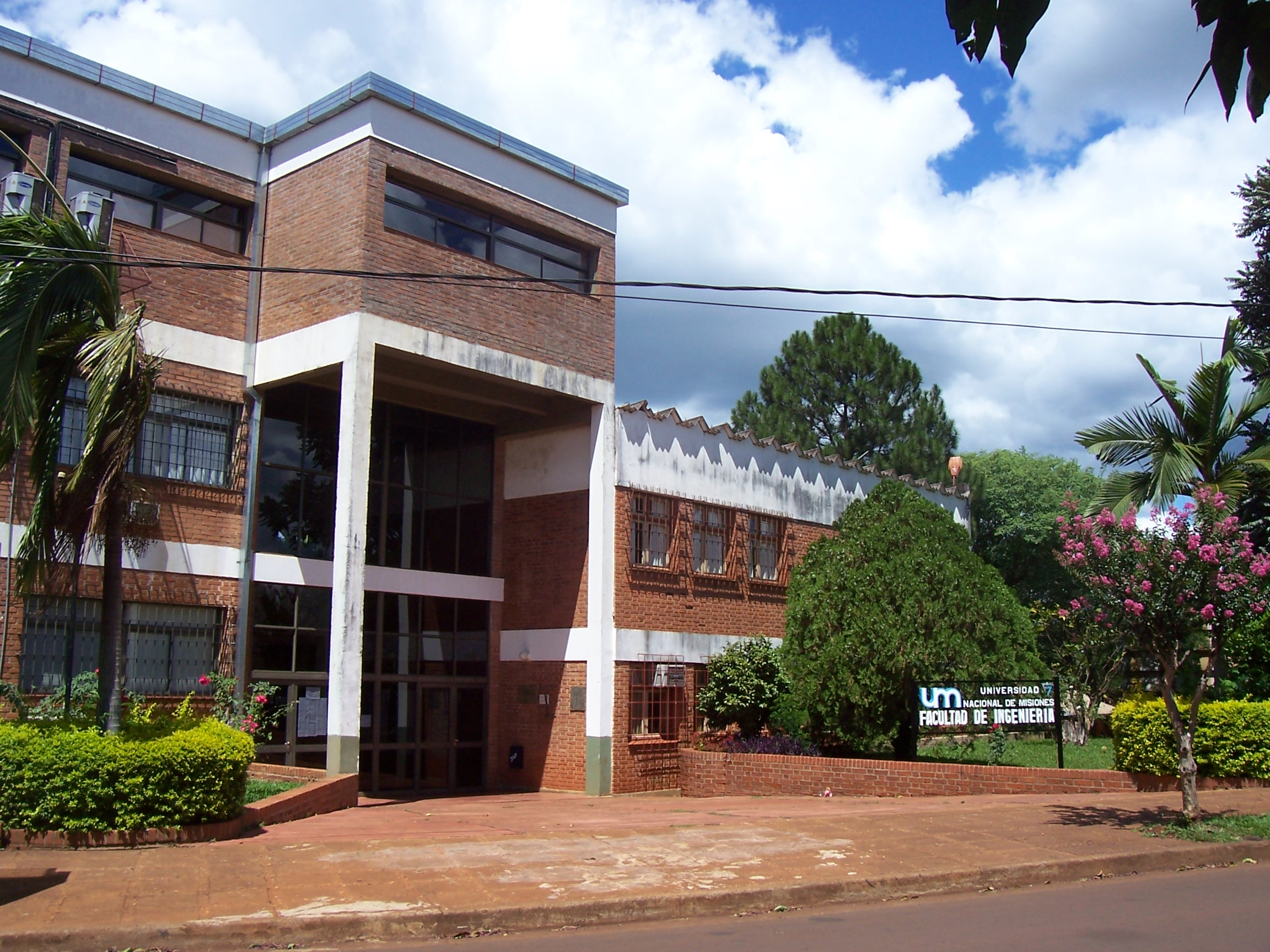
Facultad de Ingeniería de la UNaM.

Oberá representa el polo educativo del centro de la provincia de Misiones, ya que cuenta con facultades y Terciarios. La ciudad cuenta con 132 establecimientos educativos de nivel inicial, escuelas primarias y secundarias a la que asisten alrededor de 33.389 alumnos y en la que trabajan 3.687 educadores.
En la ciudad se encuentran dos casas de estudios dependientes de la Universidad Nacional de Misiones: la Facultad de Ingeniería y la Facultad de Arte y Diseño. También está presente la Universidad Gaston Dachary, en la cual también funcionan las oficinas del Clúster Tealero de Misiones. La Universidad Nacional del Litoral tiene carreras virtuales, funcionando en la planta alta de la biblioteca popular Sarmiento.
Otros establecimientos son el Instituto Superior de Formación Docente, el Instituto Privado de Estudios Superiores I.P.E.T 1308, el Instituto Carlos Linneo, el Instituto Superior del Profesorado de Arte de Oberá, el Instituto de Estudios Superiores Hernando Arias de Saavedra, y el Instituto Juan Manuel de Rosas.

## Cultura
Oberá mantiene una rica oferta cultural presente durante todo el año para sus habitantes así como para los turistas. Uno de los lugares que lo demuestran es el Espacio INCAA en el Cine Teatro Oberá donde el Instituto Nacional de Cine y Artes Audiovisuales promueve proyecciones de jóvenes realizadores argentinos. Oberá tien algunas obras que dan cuenta de vivencias locales, como Reseña histórica de Oberá de Enrique Gualdoni Vigo; Verano eterno, sueño de inmigrante de Sven Arne Flodeii; De Ñu Guazú a Campo Grande y Mujer Obereña, de Ada Sartori de Venchiarutti; el compendio de narraciones Crónicas de vida. Mujeres inmigrantes de Oberá y Colonia; Del Yerbal Viejo a Oberá (Los suecos en Misiones), de Lloyd Jorge Wickstrbm; Relatos y voces en la memoria del Instituto Carlos Linneo, de Margarita Wagner y Emma Losas; La Masacre de Oberá de Silvia Waskiewicz; y Paisaje de Luz. Tierra de ensueño de Hugo Amable.
Otros vecinos que han hecho su aporte cultural para la ciudad: Aldo Rubén Gil Navarro, fundador y miembro de la Junta de Estudios Históricos de Oberá, propietario de un semanario histórico de la ciudad, el Pregón Misionero fundado en 1966; Norgus Jacob, uno de los intendentes más importantes que ha tenido el municipio, impulsor de la "Fiesta Nacional del Inmigrante"; Teresa Morchio, una italiana fundadora de la Comisión Organizadora Permanente de la Feria Provincial del Libro, promotora de la cultura que ha sido premiada por el Congreso de la Nación por su aportes; y Enrique Gualdoni Vigo, abogado oriundo, escritor de la Reseña Histórica de Oberá libro de referencia para estudiantes y profesionales que quieren conocer los primeros tiempos obereños.
Oberá mantiene lazos estrechos con diversas localidades del Brasil, y el amplio alcance de los medios de comunicación del país vecino en la región central de Misiones, en conjunto con las tradiciones aún latentes de las distintas corrientes inmigratorias, hacen de esta zona misionera un lugar rico en melodías populares. En este sentido, los géneros musicales brasileños que más penetración han tenido son el sertanejo y el forró, sin que por ello haya perdido vigencia el schotis, la polca y el chamamé. Probablemente, uno de los artistas locales que mejor ha sabido expresar esa conjunción de identidades haya sido el ya fallecido Teodoro Cuenca, autor e intérprete de bellas canciones en tiempos de gualambao, galopa misionera, rasguido doble y polquita rural.

## Medios de comunicación
Desde el año 1966, se edita y se publica en la ciudad Pregón Misionero, el periódico local de mayor antigüedad y que aún permanece en la actualidad. Además, se edita en Oberá el semanario gráfico Desde el Centro, que ha dejado de salir y en 2006 el Semanario Infóber de línea crítica y de investigación que tuvo una interrupción en su tirada entre 2006 y 2011, pero retornó y sigue hasta la actualidad ya con el número 97 en la calle. Además, la Revista Autoguía es la única de la provincia dedicada al mundo automotor, y fue fundada en 1999, llevando más de 100 ediciones en la calle. Respecto a medios digitales, en Oberá existen varios, el más antiguo es OberaOnline, que desde el 2005 se actualiza todos los días con información con mirada obereña. Además están: MisionesLider Diario Online de Noticias con información del orden local, provincial y nacional; e Infoberaweb entre otros.
La ciudad cuenta desde el año 1986 con una central televisiva, conocida como Canal 5 Cablevisión S.A., sucursal de la empresa nacional Cablevisión, que ofrece el servicio de televisión por cable y cuenta con aproximadamente 7000 abonados. Existe además un canal de señal abierta que retransmite la programación de Canal 7 Argentina, un canal de aire en la frecuencia 8 denominado Centro TV y otro con señal experimental en el canal 3 denominado Infóber Canal 3.
Oberá cuenta con varias radios de Frecuencia Modulada, las que transmiten durante las 24 horas del día.

## Lugares turísticos

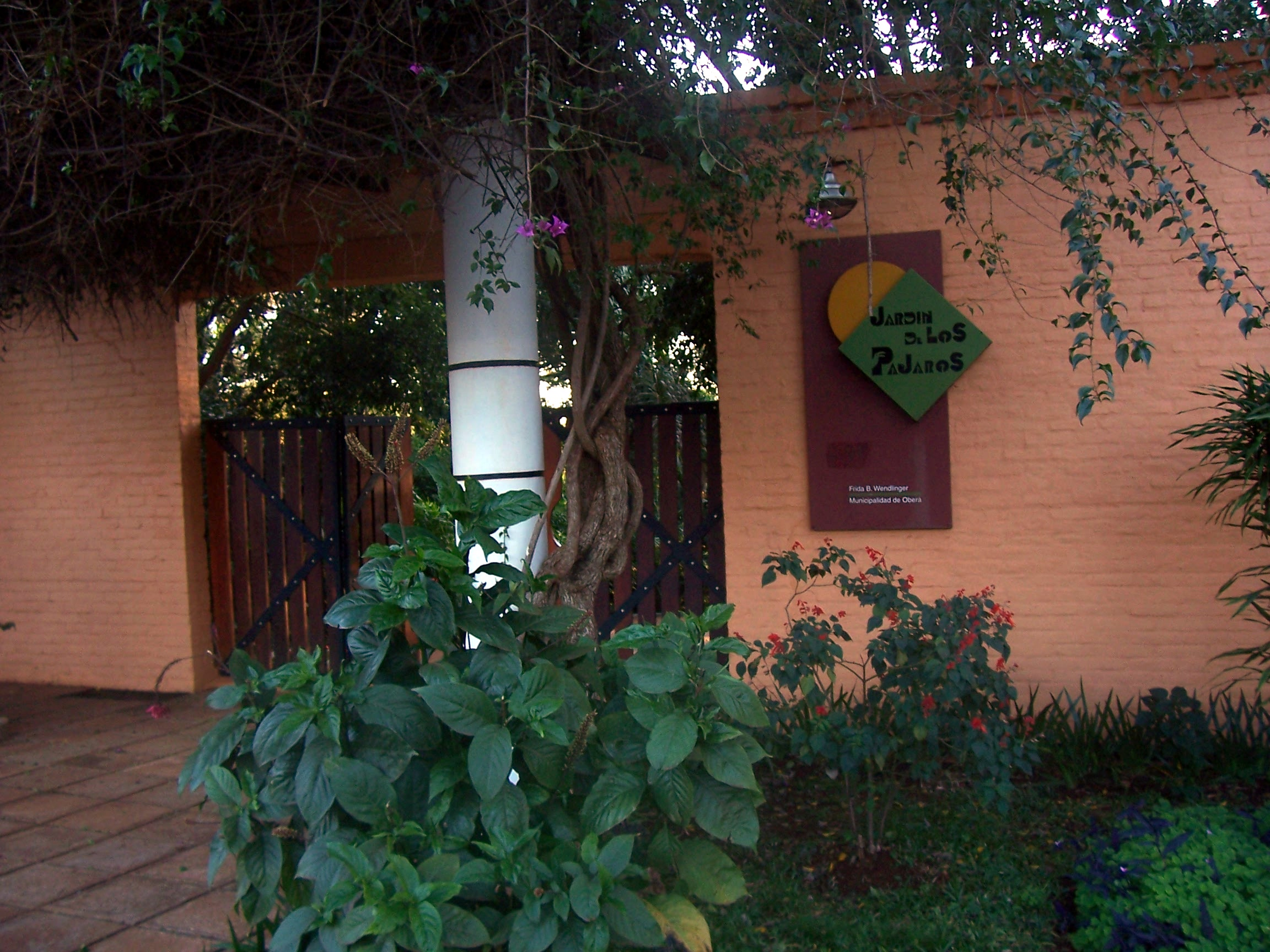
El jardín de los Pájaros, con más de 200 especies de aves de toda la región.

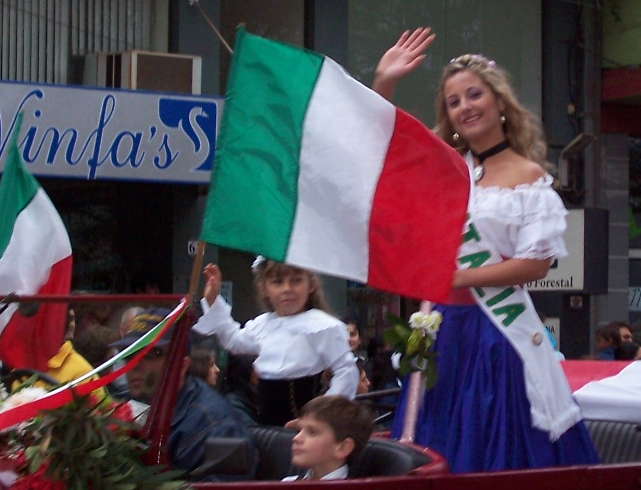
La "Regina d'Italia" - Fiesta del inmigrante en el parque de las Naciones

### Jardín de los Pájaros
El jardín de los Pájaros es un predio que posee más de 200 especies de aves de toda la región del Nordeste argentino y es un lugar único en su tipo en toda la provincia de Misiones.
Consiste en un parque con senderos ondulados que llevan a recorrer las distintas jaulas que albergan a ejemplares de aves de la selva subtropical, como también de otros ambientes. Dentro del predio, también hay buena accesiblidad. Sillas de ruedas o carritos de bebes pueden circular sin problema.

### Parque de las Naciones

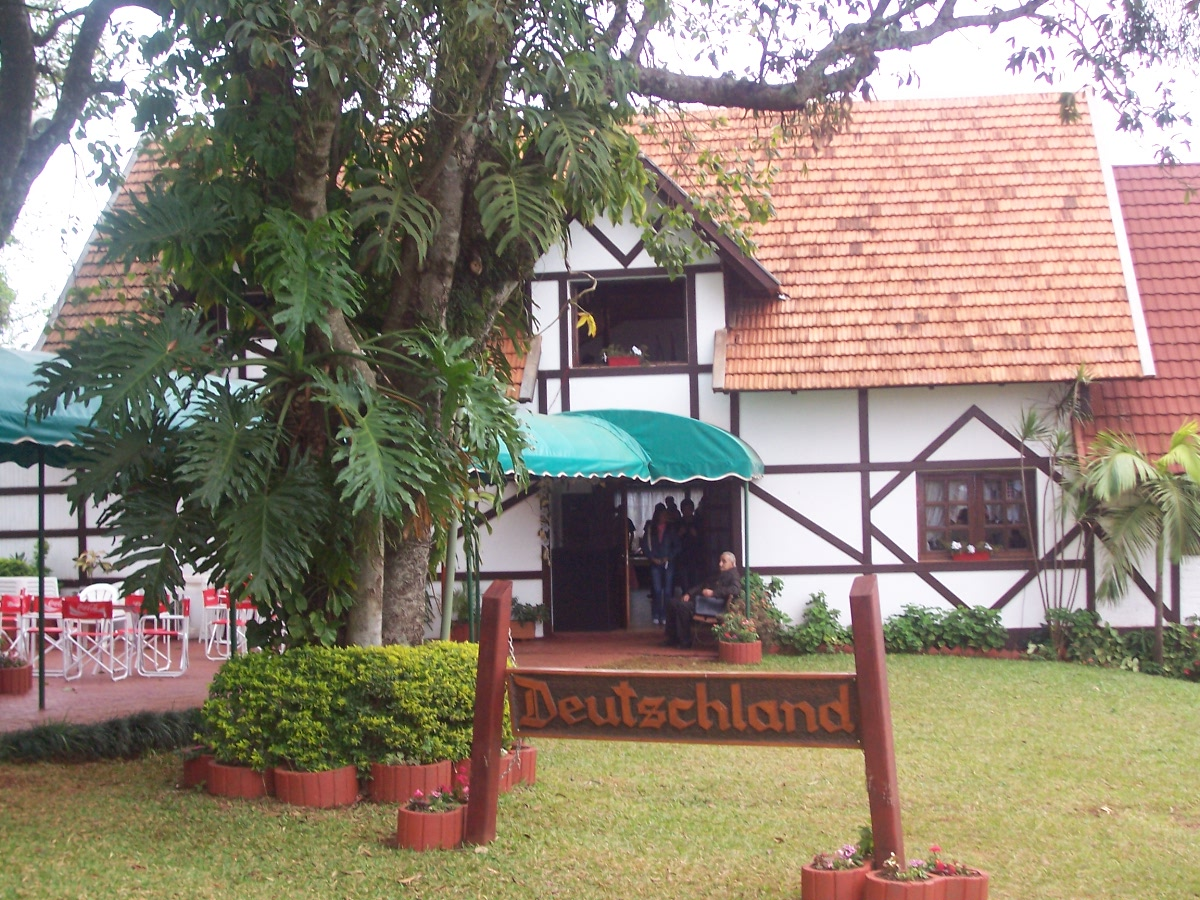
La casa típica alemana en el parque de las Naciones de la ciudad.

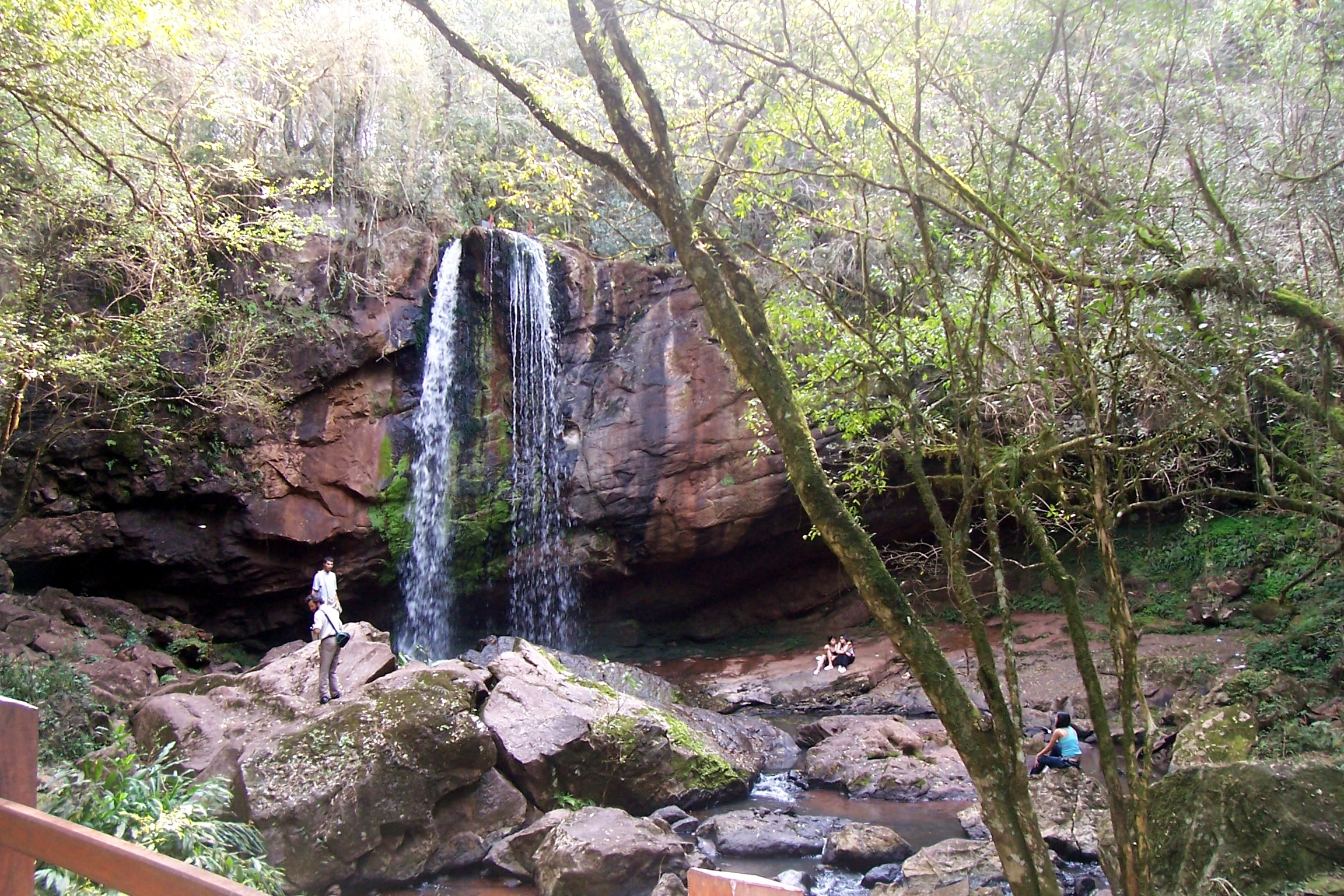
El Salto Berrondo, en las cercanías de la ciudad de Oberá.

El parque de las Naciones es un predio de aproximadamente 10 ha y tiene la particularidad de ser la sede permanente de la Fiesta Nacional del Inmigrante que se realiza todos los años en el mes de septiembre en Oberá. Se encuentra a escasos kilómetros del centro de la ciudad y tiene emplazadas a las 14 casas típicas de cada una de las colectividades, así como, al Museo Histórico y de Ciencias Naturales y la sede de la Federación de Colectividades, ente organizador de la fiesta.

### Reserva del Chachí
Es una reserva natural provincial de 18 hectáreas que se encuentra en los alrededores de la ciudad donde se puede apreciar los chachís (helecho arborescente gigante). Recibe la visita de unas 500 personas al año y se encuentra actualmente administrada por la Fundación Vida Silvestre Argentina.

### Centro Zootoxicológico
El Centro Zootoxicológico de Oberá era el mayor reptilario de la provincia de Misiones y el de mayor importancia el de mayor del norte del país. Funcionó durante 25 años, hasta que en 2012 fue cerrado por falta de apoyo del intendente obereño Contaba con un cocodrilario, un serpentario ecológico, un pitonario, un ranario y el laboratorio biológico, utilizado para la procreación de roedores y víboras, como para la creación de sueros: sus especies fueron donadas a una empresa de Puerto Iguazú. Tenía a su cargo la elaboración de sueros antiofídicos que eran destinados al Ejército Argentino y hospitales públicos de la provincia, los que permitían año a año salvar la vida de miles de personas.

### Oberá Park
Centro de recreación de verano, para pasar el día rodeado de naturaleza.
Cuenta con todas las instalaciones necesarias para pasar el día, comer asados, etc. Está equipado con parrillas, mesas y bancos. También ofrece el servicio de pool-bar y cantina en la temporada de verano (diciembre febrero).
Tiene una pileta y un tobogán de agua.

### Monteaventura
El parque Monteaventura es un predio ubicado a poco más de 10 cuadras del centro de la ciudad. Es un parque rodeado de vegetación y ambiente típico del sector de transición entre los campos de misiones y la selva, con senderos ecológicos y actividades de aventura. También ofrece alojamiento.

### Termas de la Selva
Complejo turístico ubicado a poco más de 4 km del centro de la ciudad. Consiste en un parque de 8 ha con 7 piscinas de aguas termales de las cuales actualmente funcionan 3 pese a que desde abril de 2012 la Municipalidad de Oberá ha declarado a la ciudad en "Estado de Emergencia Hídrica PERMANENTE" (sic) ya que Oberá no cuenta con el agua que necesita y la mitad de sus habitantes no tiene acceso a la red hídrica.

### Otros
Emprendimientos de agro-turismo (chacras con actividades rurales), plantaciones y secaderos de yerba mate y té (para conocer el proceso de elaboración de los principales productos de Misiones).

### Salto Berrondo
El Salto Berrondo es un complejo turístico ubicado a 9 km de la ciudad de Oberá, donde existe una cascada de agua de 12,5 metros y es de una sola caída. El lugar, que es selvático, mantiene su vegetación natural y además ofrece servicios de camping para el turista. El predio se halla ubicado sobre la ruta provincial 103, que comunica a Oberá con la ciudad de Santa Ana.
Tiene instalaciones de camping. Ideal para un fin de semana en carpa.
Cuenta con dos quinchos techados con parrillas y mesas. Y también hay parrillas con mesas y bancos distribuidos por todo el predio bajo los árboles.

## Población
Según el censo 2010 cuenta con 66.112 habitantes, de los cuales 33.639 son mujeres y 32.473 son varones. Con estos datos se mantiene como la segunda ciudad de la provincia en cuanto a su población. Su densidad es de 413,2 hab./km². Contaba en el 2001 con 55,548 habitantes (Indec, 2001), lo que representa un incremento del 19% en la última década, que ya había crecido en un 38,6% frente a los 40,068 habitantes (Indec, 1991) del año 1991. Del total de sus habitantes, según el censo 2001, 51.652 vivían en la zona urbana y 3.896 lo hacían en el área rural de esta ciudad. Este número representaba el 58,2% del total de los habitantes del Departamento Oberá, que contaba con 95.484. Esta cifra la sitúa como la más poblada de la provincia después de la capital Posadas, y una de las más pobladas de la región del NEA. La población del Departamento Oberá según el último censo 2010 es de 107.501.
| Gráfica de evolución demográfica de Oberá entre 1991 y 2010 |
|                                                             |
| Fuente: Censos nacionales del INDEC                         |

### Personalidades obereñas
- Enrique Gualdoni (1934-2014), escritor, abogado, profesor y periodista.
- Eric Barney (Érico Ricardo Barney, 1941-), ingeniero y atleta olímpico especializado en salto con garrocha.
- El Lobo Fischer (Rodolfo Fischer, 1944-), exfutbolista, denominado "el Lobo".
- Carlos Eduardo Krause (1948-1982), aviador militar muerto en Malvinas.
- Cacho Álvarez (Baldomero Álvarez de Olivera, 1956-), político, intendente de Avellaneda.

- Hugo Mario Passalacqua (1957-) político y docente, gobernador de Misiones (2015-2019).
- Juan Carlos Zubczuk (1965-), arquero, nacionalizado peruano.
- Joselo Schuap (1973-), cantante de chamamé.
- Ingrid Grudke (1976-), modelo, vedette, actriz y presentadora de televisión.
- Omar Obaca (Marcos Martínez, 1977-), actor y percusionista.

- Diego Hartfield (1981-), tenista.
- Rafael Morgenstern (1984-), piloto de carreras.
- Carlos Okulovich (1985-), piloto de carreras.
- Eliana Krawczyk (1982-2017), primera mujer oficial submarinista del país. Tripulante del submarino ARA San Juan (S-42).

## Parroquias de la Iglesia católica en Oberá
| Diócesis           | Oberá                                                                |
| ------------------ | -------------------------------------------------------------------- |
| Parroquias         | Catedral San Antonio de Padua, Santa Rita, San Pantaleón, Cristo Rey |
| Eparquía ucraniana | Santa María del Patrocinio en Buenos Aires                           |
| Parroquia          | Inmaculada Concepción de la Virgen María                             |